# 全自動無人運転車両システム
全自動無人運転車両システム（ぜんじどうむじんうんてんしゃりょうシステム）は都市交通もしくは空港内旅客輸送システムの一種。
全自動無人運転車両はAGT (Automated Guideway Transit) の車両、またはAPM (Automated People Mover) の車両の訳語である。

## AGT
AGT (Automated Guideway Transit) は、ゴムタイヤをもつ小型軽量車両を専用軌道上の案内軌条に従って自動運転で走行する中量軌道輸送システム。

## APM

### 歴史
APM (Automated People Mover) はウェスティングハウス・エレクトリック社（米）が開発した AGT 方式の交通システム。現在はボンバルディア Innovia APM が受け継いでいる。
ただし他社が開発した AGT も APM と呼ぶことが少なくない。米国からは1998年の国際電気標準会議 (IEC) において米国土木学会 (ASCE) が規格化したAPM (Automated People Mover) 規格を標準規格とするよう提案があった。

### スカイ・コネクトAPM
スカイ・コネクトAPM (Sky Connect APM) は三菱重工グループの三菱重工エンジニアリング (MHIENG) のAPMシステム。アメリカ・フロリダ州のタンパ国際空港などで採用されている。

## VAL
ヴェイキュロトマティクレジェ (VAL) はマトラ社が開発した AGT 方式の交通システム。現在はシーメンス社が受け継いでいる。